# Sant’Ilario d’Enza
Sant’Ilario d’Enza ist eine norditalienische Gemeinde (comune) in der Provinz Reggio Emilia in der Emilia-Romagna. Die Gemeinde liegt etwa 15 Kilometer nordwestlich von Reggio nell’Emilia und etwa neun Kilometer südöstlich von Parma. Die Gemeinde grenzt unmittelbar an die Provinz Parma. Durch das Gemeindegebiet fließt die Enza.

## Geschichte
Im Gemeindegebiet liegt die frühere Nekropole Mavarta aus dem späten 5. Jahrhundert nach Christus. In diesen Zeiten war die Ortschaft nach einer Kapelle der Heiligen Eulalia als Sant’Eulalia bekannt.

## Verkehr
Durch die Gemeinde führt die Staatsstraße 9 von Parma nach Reggio nell’Emilia. Parallel dazu verläuft nördlich die Autostrada A1. Ein Bahnhof besteht an der Bahnstrecke Milano–Bologna.